# نادي أحد لكرة السلة
أحد هو فريق كرة سلة سعودي تأسس في عام 1936يقع في المدينة المنورة، منطقة المدينة المنورة، السعودية. يلعب في الدوري السعودي الممتاز لكرة السلة.ويعتبر ثاني اقدم نادي بالسعودية بعد الاتحاد والوحدة ثالثا لان تاسيس الوحدة حسب رواية أول رئيس لها 1366هـ.

## أبرز اللاعبين
- جبريل تيام
- ناصر أبو جلاس
- محسن خلف

## البطولات
- البطولة الخليجية للأندية أبطال كرة السلة 1986
- البطولة الخليجية للأندية أبطال كرة السلة 1992
- بطل دوري السلة السعودي 2015.[1]
- كأس الأمير فيصل بن فهد لكرة السلة 2013-14 [2]
- بطل الدوري السعودي الممتاز لكرة السلة (كأس الأمير سلطان بن عبد العزيز) 2011-12 [3]
- بطولة نخبة السلة السعودية 2009-10 [4]